# NAZUNA
株式会社Nazuna（なずな）は、滋賀県野洲市に本社をおく宿泊施設運営会社。

## 概要
2015年に、大門真悟が滋賀県野洲市において前身の会社である「株式会社Yumegurashi」を設立。翌年２月から１号店である「京都　茶の宿　七十七　二条邸」をオープンさせた。その後、２０１８年より新しく株式会社NAZUNAを設立し、現在４つの旅館と８つの一棟貸しの宿を運営する。
NAZUNAは、”おせっかい革命”を企業理念とし、今日、薄れつつある人々の繋がりを取り戻し、世の中を変えようと「私たちは、“おせっかい”を通じて、仲間の幸せとお客さまの感動を追求し、人と人との繋がりの素晴らしさを後継します。」を会社の使命として掲げている。
運営会社であるNAZUNAは、人材を第一に考え、他の宿泊施設とは一線を画するおもてなし精神で２０１６年より5年連続ミシュランガイドで「特に快適な宿」として選ばれている。

## 沿革

### 2015年
- 8月 - 株式会社Yumegurashi設立。

### 2016年
- 2月 - 1号店目である「京都　茶の宿　七十七　二条邸」をオープン。

### 2017年
- 2月 - 「旧：和紙の宿 七十七 姉小路邸」をオープン。
- 5月 - 「旧：和紙の宿 七十七 東山邸」をオープン。
- 7月 - 「旧：和紙の宿 七十七 祇園邸」をオープン。

### 2018年
- 3月 - 「季楽　京都　西六角邸」の運営をスタート。
- 4月 - 株式会社Ｎａｚｕｎａ設立。
- 8月 - 「京都　茶の宿　七十七　二条邸」を「Nazuna　京都　二条城」に変更。
- 8月 - 「和紙の宿　七十七　姉小路邸」を「季楽　京都　姉小路」に変更。
- 9月 - 「和紙の宿　七十七　祇園邸」を「季楽　京都　祇園」に変更。
- 11月 - 「和紙の宿　七十七　東山邸」を「季楽　京都　東山」に変更。
- 12月 - 「季楽　京都　本町」をオープン。

### 2019年
- 2月 - 「Nazuna　京都　御所」をオープン。
- 11月 -「季楽　京都　銭屋町」をオープン。

### 2020年
- 4月 - 「Nazuna　飫肥　城下町温泉　小鹿倉邸」をオープン。
- 4月 - 「Nazuna　飫肥　合屋別邸」の運営をスタート。
- 4月 - 「Nazuna　飫肥　勝目別邸」の運営をスタート。
- 5月 - 「Nazuna　京都　椿通」をオープン。

## 受賞歴
- 2016年（平成28年） - 「Nazuna 京都 二条城」が「ミシュランガイド京都・大阪」において3パビリオン（特に快適なホテル、以下省略）を獲得。
- 2017年（平成29年） - 「Nazuna 京都 二条城」が「ミシュランガイド京都・大阪」において3パビリオンを獲得。
- 2018年（平成30年） - 「Nazuna 京都 二条城」が「ミシュランガイド京都・大阪」において3パビリオンを獲得。
- 2019年（平成31年） - 「Nazuna 京都 二条城」が「ミシュランガイド京都・大阪」において3パビリオンを獲得。
- 2020年（令和2年） - 「Nazuna 京都 二条城」及び「Nazuna 京都 御所」が「ミシュランガイド京都・大阪」において3パビリオンを獲得。